# Friedel Berges
Friedrich „Friedel” Berges (ur. 23 października 1903 w Darmstadt, zm. 13 sierpnia 1969 tamże) – niemiecki pływak, jeden z czołowych pływaków europejskich lat dwudziestych, medalista mistrzostw Europy, uczestnik igrzysk olimpijskich.
Pierwsze medal na arenie międzynarodowej zdobył na I Mistrzostwach Europy w Budapeszcie w 1926 roku. Został tam mistrzem w sztafecie 4 × 200 metrów stylem dowolnym, w której płynął na trzeciej zmianie; wicemistrzem na 1500 metrów stylem dowolnym i brązowym medalistą na 400 metrów stylem dowolnym. Rok później, na Mistrzostwach Europy w Bolonii sztafeta niemiecka, płynąca w tym samym składzie: Heitmann, Rademacher, Berges i Heinrich; obroniła tytuł mistrzowski ustanawiając nowy rekord świata czasem 9:49,6. Bergesowi nie udało się obronić pozostałych dwóch medali – na dystansie 400 metrów stylem dowolnym zajął szóste miejsce, zaś na dystansie 1500 metrów nie wystartował w ogóle.
Heinrich wystartował podczas IX Letnich Igrzyskach Olimpijskich w Amsterdamie w 1928 roku. Wziął udział w dwóch konkurencjach pływackich. Na dystansie 400 metrów stylem dowolnym odpadł w fazie eliminacyjnej zajmując w swoim wyścigu, z czasem 5:27,8, trzecie miejsce. W sztafecie 4 × 200 m stylem dowolnym sztafeta niemiecka została zdyskwalifikowana w fazie eliminacyjnej (Berges płynał na trzeciej zmianie).
Reprezentował barwy klubu Jungdeutschland Darmstadt.